# Национален отбор по футбол на Боливия
Нацоналният отбор по футбол на Боливия представлява страната в международните футболни срещи. Контролира се от Боливийската футболна асоциация. Най-доброто постижение на отбора е класирането на три пъти на световни финали.

### България – Боливия
| Дата       | Място  | Събитие    | Отбор   | Резултат | Отбор    | ФИФА |
| ---------- | ------ | ---------- | ------- | -------- | -------- | ---- |
| 01.02.1981 | Ла Пас | Приятелски | Боливия | 1:3      | България | ДА   |